# Lichenologi
Lichenologi (uttalas med k-ljud, även stavat likenologi; från grekiska λειχήν leikhen ’lav’, och λόγος logos ’ord, lära’) är en gren av naturvetenskapen och betyder läran om lavar. Lichenologi innebär bland annat att studera lavarnas systematik, morfologi, fortplantning och ekologi. Den som studerar lichenologi kallas lichenolog.